# 圣玛尔定堂 (锡耶纳)
43°19′7.711″N 11°20′0.157″E / 43.31880861°N 11.33337694°E

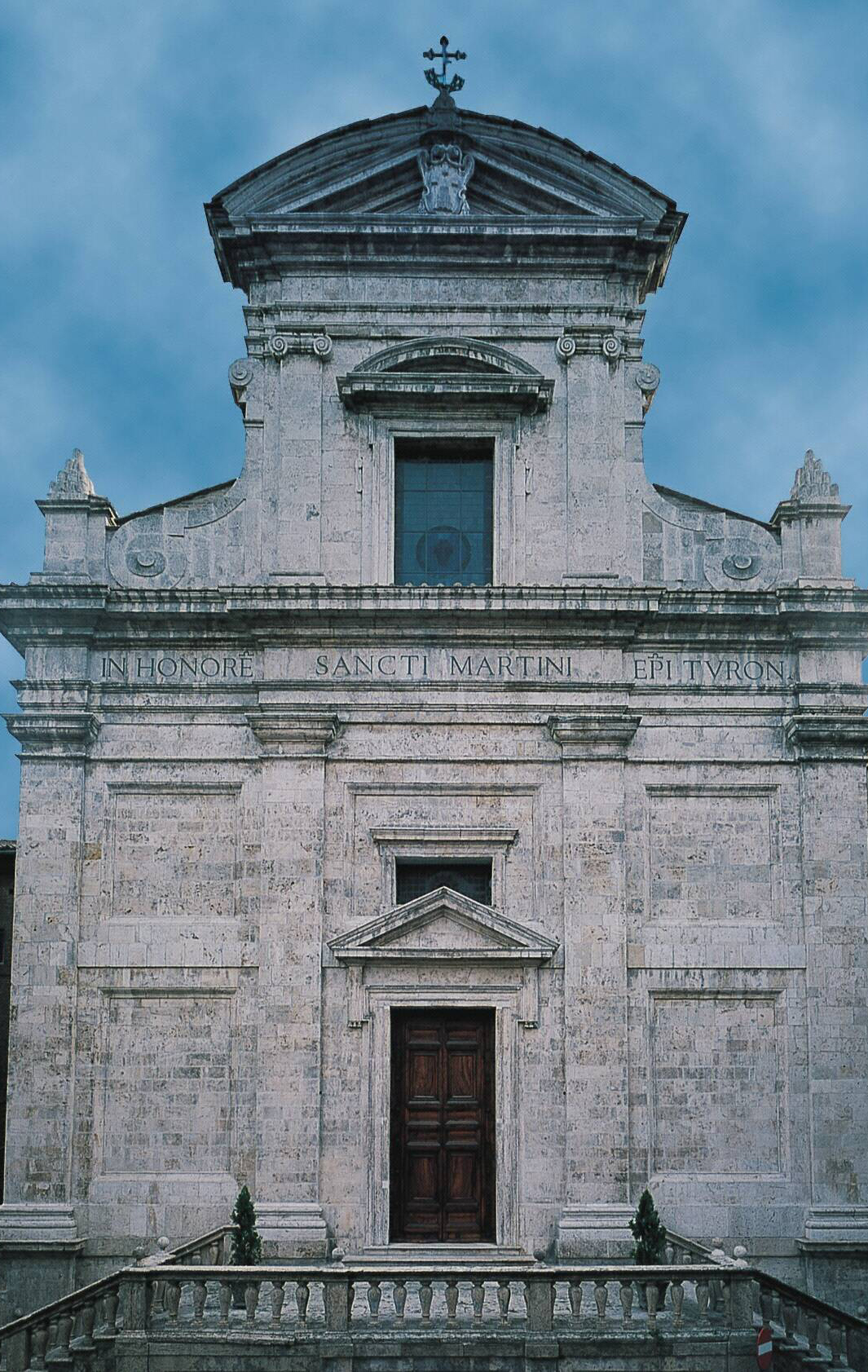
立面

圣玛尔定堂（Chiesa di San Martino）是意大利托斯卡纳大区锡耶纳的一座罗马天主教教堂。
该堂始建于12世纪，16世纪扩建。立面建于1613年，钟楼完成于1738年。
堂内有乔瓦尼·迪洛伦佐所绘的《无原罪圣母在Camullia战役中保佑锡耶纳》（1528年）、圭多·雷尼的杰作《耶稣受割礼》、《圣巴尔多禄茂殉道》（圭尔奇诺，1637），以及《耶稣圣诞》（多梅尼科·贝卡富米）。
在17世纪，德维奇家族赞助了司祭席的修复，马佐利家族赞助了装饰工程。朱塞佩·马佐利（1644年至1725年）完成了维拉诺瓦的圣多默雕像，还帮助他的兄弟乔万尼完成了正祭台。